# Ким Мингён
Ким Мингён (кор. 김민경, кит. 金珉炅; род. 29 июля 1997 года, более известная как Мингён) — южнокорейская певица.
Являлась участницей гёрл-группы Pristin (2017—2019) и её юнита Pristin V (2018—2019). В 2019 году дебютировала вновь и стала лидером гёрл-группы Hinapia.

## Биография и карьера

### 1997—2016: Ранние годы и начинания в карьере
Мингён родилась 29 июля 1997 года в Чхунчхоне, Южная Корея, и была единственным ребёнком в семье. В средней школе девушка начала заниматься пением и танцами, и в 2014 году официально стала трейни Pledis Entertainment — одного из популярных агентств Кореи, под управлением которого дебютировали After School и NU’EST. Она также снималась в клипе Orange Caramel «My Copycat».
В 2016 году Мингён стала участницей шоу на выживание «Подготовка 101» (англ. Produce 101), по результатам которого из 101 трейни лишь 11 удастся попасть и продвигаться в составе временной женской группы до конца года. Мингён выбыла в 8 эпизоде, заняв в общем рейтинге 42 место. После окончания шоу девушка участвовала в предебютных концертах Pledis Girlz.

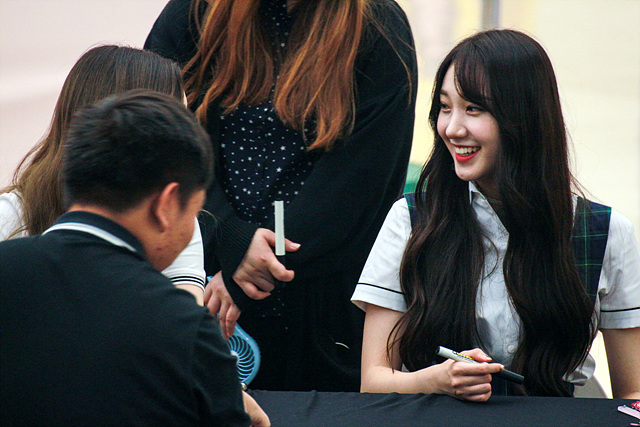
Мингён на фансайне Pristin, октябрь 2017 года

### 2017—18: Pristin и Pristin V
7 января 2017 года Pledis Girlz дали финальный концерт, где объявили название будущей группы — Pristin. В марте стало известно, что Мингён будет выступать под сценическим псевдонимом Роа. 21 марта был выпущен дебютный мини-альбом Hi! Pristin, и в августе состоялся камбэк с Schxxl Out. В октябре одна из участниц группы, Кайла, взяла перерыв от деятельности, в результате чего возвращение Pristin в полном составе стояло под вопросом.
В мае 2018 года состоялся дебют саб-юнита Pristin V с сингловым альбомом Like a V. Во время промоушена группа выступала на музыкальных шоу и посетила программу «Еженедельный Айдол», после чего продвижение коллектива до конца года вновь не проводилось.

### 2019—настоящее время: Расформирование Pristin и дебют в Hinapia
24 мая 2019 года Pledis Entertainment объявили о расформировании Pristin; почти все участницы, включая Мингён, покинули агентство. В октябре было подтверждено, что она подписала контракт с OSR Entertainment и готовится к дебюту в гёрл-группе Hinapia; дебют состоялся 3 ноября. 21 августа 2020 года группа была расформирована.

## Фильмография

### Реалити-шоу
- Pristin HICAM (2017—2018)
- История Hinapia (с 2019)